# Аквамен и изгубљено краљевство
Аквамен и изгубљено краљевство (енгл. Aquaman and the Lost Kingdom) је амерички суперхеројски филм из 2023. године, заснован на лику Аквамена из DC Comics-а. Наставак је филма Аквамен (2018) и петнаести је и последњи филм у DC-јевом проширеном универзуму. Филм је режирао Џејмс Ван, према сценарију који је написао Дејвид Лесли Џонсон-Макголдрик, док су у главним улогама Џејсон Момоа, Патрик Вилсон, Амбер Херд, Јаија Абдул Матин II, Рандал Парк, Долф Лундгрен, Темуера Морисон, Мартин Шорт и Никол Кидман. У филму, Аквамен мора да се удружи са својим полубратом Ормом како би спречио Црну Манту да побије његову породицу и искористи уклети Црни трозубац да прегреје свет, док трага за изгубљеним седмим краљевством мора.
Момоа је предложио причу за наставак Аквамена током продукције првог филма, али Ван није хтео да жури са следећим филмом. Он је пристао да надгледа развој наставка у јануару 2019. године, а Џонсон-Макголдрик је потписао као сценариста месец дана касније. У августу 2020. је потврђено да ће Ван бити режисер, а он је изјавио да ће се овај филм фокусирати на изградњу и проширење света из првог филма. Наслов наставка је објављен у јуну 2021. године, а снимање почиње касније тог месеца у Лондону. Филм је такође сниман на Хавајима, Лос Анђелесу, Њу Џерзију и Новом Зеланду.
Филм је премијерно приказан 19. децембра 2023. у Лос Анђелесу, док је у америчким биоскопима објављен три дана касније. Добио је помешане рецензије критичара и зарадио преко 439 милиона долара широм света.

## Радња
Четири године након што је постао краљ Атлантиде, Артур Кари се оженио Мером и добио сина Артура Млађег, док је свој живот поделио на копнени и морски. У међувремену, Дејвид Кејн / Црна Манта још увек жели да се освети Артуру за очеву смрт, радећи са морским биологом Стивеном Шином на проналажењу атлантских артефаката. Када Шин случајно открије пећину на Антарктику, Манта проналази Црни трозубац који га запоседа, чији творац обећава да ће му дати моћ да уништи Артура и Атлантиду.
Пет месеци касније, Манта проваљује у складиште орикалкума у Атлантиди како би напајао своје атлантидске машине древног порекла. Ухваћени су на пола пута и прогоне их снаге Атлантиде, а Мера је повређена у бици која је уследила. Артур сазнаје да оваква употреба орикалкума, који емитује велике количине гасова стаклене баште, не само да је подигла планетарну температуру, изазвала екстремне временске прилике и закисељавање океана, већ је скоро изазвала планетарно изумирање у прошлости када га је искористило древно атлантско краљевство. Да би сазнао где се Манта крије, Артур извлачи свог полубрата Орма из затвора и њих двојица одлазе у пиратско уточиште, где од Краљрибе траже Мантину локацију.
Добијене информације воде их до вулканског острва у јужном Пацифику, где се боре против Мантиних снага након што су прошли кроз флору и фауну коју је мутирао орикалкум. Тамо Орм долази у контакт са Црним трозупцем, који му показује визије његовог порекла. Орм сазнаје да је трозубац створио Кордакс, брат краља Атлана и владар изгубљеног краљевства Некрус. Кордакс је затворен крвном магијом након неуспелог покушаја да узурпира престо. Схватајући да би крв било ког од Атланових потомака могло да ослободи Кордакса, њих двојица закључују да је Манта киднаповао Артура Млађег. Атлантиђани, уз Шинову помоћ, утврђују да се Кордаксов затвор и изгубљено краљевство Некрус налазе на Антарктику.
У Некрусу, Артур се бори против Манте и скоро бива убијен пре него што Мера стигне и спаси га. Манта баца Црни трозубац на Меру, али Орм га хвата пре него што је удари. Кордаксов дух напушта Манту и улази у Орма, који наставља да се бори против Артура и користи његову крв да ослободи Кордакса. Артур убеђује свог брата да се одрекне мржње према њему, дозвољавајући му да уништи и Кордакса и Црни трозубац. Са нестанком Кордаксове магије, Некрус почиње да се руши. Манта одбија Артурову помоћ и дозвољава себи да упадне у пукотину. Атлантиђани и Шин беже на сигурно и одлучују да се Орм искупио. Планирају да обавесте Атлантиду да је Орм умро под условом да он остане сакривен, остајући на површинском свету. Верујући да је уједињење подводних краљевстава и површинског света неопходно да би се спречило даље оштећење океана и планете, Артур открива постојање Атлантиде кроз саопштење у Уједињеним нацијама и изјављује своје намере да краљевство постане држава чланица.

## Улоге
| Глумац               | Улога                    |
| -------------------- | ------------------------ |
| Џејсон Момоа         | Артур Кари / Аквамен     |
| Патрик Вилсон        | Орм Маријус              |
| Амбер Херд           | Мера                     |
| Јаија Абдул Матин II | Дејвид Кејн / Црна Манта |
| Рандал Парк          | др Стивен Шин            |
| Долф Лундгрен        | краљ Нереј               |
| Темуера Морисон      | Томас Кари               |
| Мартин Шорт          | Краљриба (глас)          |
| Никол Кидман         | Атлана                   |
| Винсент Риган        | Атлан                    |
| Џон Рис Дејвис       | краљ Брајн (глас)        |
| Пилу Асбек           | Кордакс                  |